# Rally de Alemania de 2013
El Rally de Alemania de 2013, oficialmente 31. ADAC Rallye Deutschland 2013, fue la 31.ª edición y la novena ronda de la temporada 2013 del Campeonato Mundial de Rally. Se celebró del 22 al 25 de agosto en las cercanías de Tréveris, en el estado federado de Renania-Palatinado, aunque por primera vez en su historia arrancó en la ciudad de Colonia. Tuvo un recorrido programado de dieciséis tramos disputado íntegramente sobre asfalto, que sumaban un total de 371,86 km cronometrados. Debido al nuevo inicio los tramos de enlace que sumaban 871,48 km representaron un poco más del setenta por ciento del recorrido total, de 1243,34 kilómetros. La prueba fue también la novena ronda de los campeonatos WRC2 y WRC3, así como la cuarta del Campeonato Mundial Junior.
En la prueba se inscribieron ochenta y cuatro pilotos, de los cuales doce participaban en el campeonato de constructores y correspondían a los equipos Citroën World Rally Team, M-Sport World Rally Team, Catar World Rally Team, Volkswagen Motorsport, Volkswagen Motorsport II, Abu Dabi Citroën World Rally Team, Lotos Team WRC y Jipocar Czech National Team. De los restantes, trece participaron en el campeonato WRC 2, siete en el WRC 3 y once en el mundial júnior.
El ganador de la edición anterior fue el francés Sébastien Loeb a bordo de un Citroën DS3 WRC. Ese año, su última temporada en el mundial, tenía un pequeño programa de solo cuatro pruebas entre las que no se encontraba la fecha germana. Por esta razón, de los pilotos inscritos tan solo Sébastien Ogier había la había ganado en alguna ocasión; en su caso, en el año 2011 y cuando corría con Citroën. Precisamente Ogier, tras ocho rondas disputadas, llegaba a Alemania líder del campeonato del mundo de pilotos con 181 puntos, noventa de ventaja sobre su compañero de equipo Jari-Matti Latvala, y el belga Thierry Neuville, ambos con noventa y un puntos. Ogier tenía posibilidades de proclamarse campeón matemáticamente si sumaba veintidós puntos, algo que finalmente no sucedió.
El vencedor fue el español Dani Sordo, que obtuvo su primera victoria en el campeonato del mundo. La segunda posición fue para Thierry Neuville y la tercera para Mikko Hirvonen. Citroën sumó su victoria número once en la prueba, donde ha vencido en todas las ediciones desde que la misma entró en el calendario del campeonato del mundo en 2002. En la categoría WRC 2 venció el polaco Robert Kubica, en el WRC 3 lo hizo el francés Sébastien Chardonnet y en el mundial júnior venció el sueco Pontus Tidemand. El rally estuvo marcado por la tragedia en el decimocuarto tramo, que se canceló antes de su celebración a causa de un accidente mortal.

## Inscritos
La lista de inscritos estaba compuesta por ochenta y cuatro pilotos, de los cuales quince participaron con un vehículo de la categoría World Rally Car. Entre los equipos oficiales se encontraban Citroën, con Mikko Hirvonen y Dani Sordo y Volkswagen con Jari-Matti Latvala y Sébastien Ogier. Ambos equipos también alinearon un tercer vehículo para sus equipos satélites: Abu Dhabi Citroën Total WRT con Khalid al-Qassimi y Volkswagen Motorsport II con Andreas Mikkelsen. Los equipos privados inscritos en el campeonato de constructores que participaron en la prueba fueron: Catar M-Sport World Rally Team, con Mads Østberg y Evgeny Novikov, Catar World Rally Team con Nasser al-Attiyah y Thierry Neuville, Lotos Team WRC con Michal Kosciuszko y Jipocar Czech National Team con Martin Prokop. En el campeonato WRC 2 había trece inscritos; entre los más relevantes estaban Robert Kubica, Sepp Wiegand, Elfyn Evans y Hayden Paddon. En el WRC 3 había siete participantes inscritos, destacando Sebastien Chardonnet, Quentin Gilbert, Christian Riedemann y Keith Cronin que corrieron con la ausencia del británico Alastair Fisher, segundo clasificado en el certamen en ese momento que decidió disputar una prueba en Irlanda al considerar que el campeonato estaba casi fuera de su alcance. En el campeonato júnior compitieron, entre otros, Pontus Tidemand, José Antonio Suárez, Yeray Lemes y Sander Pärn. En la prueba también participaron once pilotos locales en la Germany Citroën Racing Trophy Junior. Finalmente tomaron la salida setenta y seis pilotos al causar baja ocho de ellos, como el noruego Andreas Mikkelsen del equipo Volkswagen que no pudo participar debido a una lesión que sufrió su copiloto Mikko Markkula en el hombro poco antes del inicio de la carrera.
Por el tipo de vehículo empleado se inscribieron catorce World Rally Car (siete Ford Fiesta RS WRC, cuatro Citroën DS3 WRC y tres Volkswagen Polo R WRC), cuatro Super 2000 (Škoda Fabia S2000), siete R5 (Ford Fiesta R5), catorce R2 (doce Ford Fiesta R2, un Citroën C2 R2 y un Škoda Fabia R2), doce R3 (ocho Citroën DS3 R3T, un Renault Clio R3, dos Peugeot 207 RC R3T y un Honda Civic Type-R R3) y dos RRC (Ford Fiesta RRC y Citroën DS3 RRC) y once R1 (Citroën DS3 R1). Por nacionalidades, el país con más representantes fue Alemania con cincuenta y dos pilotos, lo siguió Reino Unido con once, Francia con diez, Finlandia con nueve, Italia con ocho, Bélgica, República Checa y España con siete, Noruega seis, Suecia y Estonia con cinco y a continuación hasta dieciocho países con menos de cinco participantes. Como vehículos de la organización participaron los alemanes Sven Haaf con un Citroën DS3 R3T y Horst Rotter con un Opel Adam R2.
| N.º | Piloto             | Copiloto             | Automóvil                  | Equipo                                   | Categoría |
| --- | ------------------ | -------------------- | -------------------------- | ---------------------------------------- | --------- |
| 2   | Mikko Hirvonen     | Jarmo Lehtinen       | Citroën DS3 WRC            | Citroën Total Abu Dhabi World Rally Team | WRC       |
| 3   | Dani Sordo         | Carlos del Barrio    | Citroën DS3 WRC            | Citroën Total Abu Dhabi World Rally Team | WRC       |
| 4   | Mads Østberg       | Jonas Andersson      | Ford Fiesta RS WRC         | Qatar M-Sport World Rally Team           | WRC       |
| 5   | Evgeny Novikov     | Ilka Minor           | Ford Fiesta RS WRC         | Qatar M-Sport World Rally Team           | WRC       |
| 6   | Nasser Al-Attiyah  | Giovanni Bernacchini | Ford Fiesta RS WRC         | Catar World Rally Team                   | WRC       |
| 7   | Jari-Matti Latvala | Miikka Anttila       | Volkswagen Polo R WRC      | Volkswagen Motorsport                    | WRC       |
| 8   | Sébastien Ogier    | Julien Ingrassia     | Volkswagen Polo R WRC      | Volkswagen Motorsport                    | WRC       |
| 10  | Khalid Al Qassimi  | Scott Martin         | Citroën DS3 WRC            | Abu Dhabi Citroën Total World Rally Team | WRC       |
| 11  | Thierry Neuville   | Nicolas Gilsoul      | Ford Fiesta RS WRC         | Catar World Rally Team                   | WRC       |
| 12  | Michał Kościuszko  | Maciej Szczepaniak   | Mini John Cooper Works WRC | Lotos Team WRC                           | WRC       |
| 21  | Martin Prokop      | Michal Ernst         | Ford Fiesta RS WRC         | Jipocar Czech National Team              | WRC       |

| Ver listado completo | Ver listado completo      | Ver listado completo   | Ver listado completo     | Ver listado completo           | Ver listado completo |
| N.º                  | Piloto                    | Copiloto               | Automóvil                | Equipo                         | Categoría            |
| -------------------- | ------------------------- | ---------------------- | ------------------------ | ------------------------------ | -------------------- |
| 22                   | Per-Gunnar Andersson      | Emil Axelsson          | Ford Fiesta RS WRC       | Per-Gunnar Andersson           | WRC                  |
| 32                   | Sepp Wiegand              | Frank Christian        | Škoda Fabia S2000        | Škoda Auto Deutschland         | WRC 2                |
| 33                   | Armin Kremer              | Klaus Wicha            | Subaru Impreza           | Stohl Racing                   | WRC 2                |
| 36                   | Rashid al Ketbi           | Karina Hepperle        | Škoda Fabia S2000        | Skydive Dubai Rally Team       | WRC 2                |
| 38                   | Ricardo Triviño           | Alex Haro              | Mitsubishi Lancer Evo IX | Moto Club Igualda              | WRC 2                |
| 46                   | Marco Vallario            | Antonio Pascale        | Mitsubishi Lancer Evo X  | Marco Vallario                 | WRC 2                |
| 47                   | Eyvind Brynildsen         | Maria Andersson        | Ford Fiesta R5           | DMack-Autotek                  | WRC 2                |
| 51                   | Sébastien Chardonnet      | Thibault de la Haye    | Citroën DS3 R3T          | Sébastien Chardonnet           | WRC 3                |
| 52                   | Quentin Gilbert           | Isabelle Galmiche      | Citroën DS3 R3T          | Quentin Gilbert                | WRC 3                |
| 53                   | Alaistair Fisher          | Gordon Noble           | Citroën DS3 R3T          | Sainteloc Racing               |                      |
| 56                   | Francesco Parli           | Tania Canton           | Citroën DS3 R3T          | Francesco Parli                |                      |
| 57                   | Federico della Casa       | Marco Menchini         | Citroën DS3 R3T          | Federico della Casa            | WRC 3                |
| 58                   | Christian Riedemann       | Lara Vanneste          | Citroën DS3 R3T          | ADAC Team Weser-Ems            | WRC 3                |
| 60                   | Keith Cronin              | Marshall Clarke        | Citroën DS3 R3T          | Charles Hurst Citroën Belfast  | WRC 3                |
| 61                   | Simone Campedelli         | Danilo Fappani         | Citroën DS3 R3T          | Saintéloc Racing               | WRC 3                |
| 62                   | Stephane Consani          | ?                      | Citroën DS3 R3T          | Stephane Consani               |                      |
| 64                   | Mohammed Al Mutawaa       | Stephen MaCauley       | Citroën DS3 R3T          | M. Al Mutawaa                  | WRC 3                |
| 74                   | Robert Kubica             | Maciej Baran           | Citroën DS3 RRC          | Robert Kubica                  | WRC 2                |
| 75                   | Elfyn Evans               | Daniel Barritt         | Ford Fiesta R5           | Catar M-Sport World Rally Team | WRC 2                |
| 76                   | Subhan Aksa               | Nicola Arena           | Ford Fiesta RRC          | Bosowa Rally Team              | WRC 2                |
| 79                   | Robert Barrable           | Stuart Loudon          | Ford Fiesta R5           | Robert Barrable                | WRC 2                |
| 82                   | Karl Kruuda               | Martin Järveoja        | Ford Fiesta R5           | MM Motorsport                  | WRC 2                |
| 84                   | Hayden Paddon             | John Kennard           | Škoda Fabia S2000        | Hayden Paddon                  | WRC 2                |
| 86                   | Carlos García             | Marcelo der Ohannesian | Mitsubishi Lancer Evo X  | Carlos García                  | WRC 2                |
| 100                  | Sander Pärn               | Ken Järveoja           | Ford Fiesta R2           | Sander Pärn                    | JWRC                 |
| 102                  | Pontus Tidemand           | Ola Fløene             | Ford Fiesta R2           | Pontus Tidemand                | JWRC                 |
| 103                  | Martin Koči               | Petr Starý             | Ford Fiesta R2           | Styllex Motorsport             | JWRC                 |
| 104                  | Andreas Amberg            | Mikko Lukka            | Ford Fiesta R2           | Andreas Amberg                 | JWRC                 |
| 105                  | José Antonio Suárez       | Cándido Carrera        | Ford Fiesta R2           | ACSM Rallye Team               | JWRC                 |
| 106                  | Murat Bostancı            | Onur Vatansever        | Ford Fiesta R2           | Castrol Ford Team Türkiye      | JWRC                 |
| 107                  | Michaël Burri             | Gabin Moreau           | Ford Fiesta R2           | Michaël Burri                  | JWRC                 |
| 108                  | Niko-Pekka Nieminen       | Ari Korponen           | Ford Fiesta R2           | Niko-Pekka Nieminen            | JWRC                 |
| 109                  | Marius Aasen              | Marlene Engan          | Ford Fiesta R2           | Marius Aasen                   | JWRC                 |
| 110                  | Yeray Lemes               | Rogelio Peñate         | Ford Fiesta R2           | Yeray Lemes                    | JWRC                 |
| 111                  | Pieter-Jan-Michiel Cracco | Frederic Miclotte      | Ford Fiesta R2           | Pieter-Jan-Michiel Cracco      | JWRC                 |
| 120                  | Tomas Kostka              | Miroslav Houst         | Citroën DS3 WRC          | Tomas Kostka                   |                      |
| 121                  | Yuriy Protasov            | Kuldar Sikk            | Ford Fiesta R5           | Yuriy Protasov                 |                      |
| 122                  | Mark Wallenwein           | Stefan Kopczyk         | Škoda Fabia S2000        | Mark Wallenwein                |                      |
| 123                  | Hermann Gassner jr        | Ursula Mayrhofer       | Mitsubishi Lancer Evo X  | Hermann Gassner jr             |                      |
| 124                  | Hermann Gassner           | Karin Thannhauser      | Mitsubishi Lancer Evo X  | Hermann Gassner                |                      |
| 125                  | Eamonn Boland             | Michael Joe Morrissey  | Subaru Impreza R4        | Eamonn Boland                  |                      |
| 126                  | Tibor Erdi                | Attila Taborszki       | Mitsubishi Lancer Evo IX | Tibor Erdi                     |                      |
| 127                  | Jac Gillis                | Henk Vossen            | Mitsubishi Lancer Evo X  | Jac Gillis                     |                      |
| 128                  | Reiner Hahn               | Stefan Schork          | Mitsubishi Lancer Evo IX | MSC Horlofftal E.V.            |                      |
| 129                  | Dmitry Biryukov           | Evgeny Kalachev        | Škoda Fabia S2000        | Promedia Rally Team            |                      |
| 130                  | Alberto Adriani           | Julio Riquezes         | Škoda Fabia S2000        | Alberto Adriani                |                      |
| 131                  | Daniel Landa              | Petr Novák             | Mitsubishi Lancer Evo IX | Daniel Landa                   |                      |
| 132                  | Michael Kogler            | Leop Welsersheimb      | Renault Clio R3          | Prefa Racing Team Austria      |                      |
| 133                  | Raffael Sulzinger         | ?                      | Škoda Fabia R2           | Raffael Sulzinger              |                      |
| 134                  | Nils Heitmann             | Daniel Hammerich       | Citroën C2 R2            | Nils Heitmann                  |                      |
| 135                  | Konstantin Keil           | Bernd Hosse            | Škoda Fabia R2           | ADAC Hessen-Thuringen e.V.     |                      |
| 136                  | Wolf-Dieter Ihle          | Felix Herbold          | Citroën DS3 R3T          | Wolf-Dieter Ihle               |                      |
| 137                  | Sebastian Schwinn         | Jasmin Noll            | Peugeot 207 R3T          | Sebastian Schwinn              |                      |
| 138                  | Christian Hickethier      | Johannes Fries         | Ford Fiesta R2           | Christian Hickethier           |                      |
| 139                  | Michael Ecker             | Dirk Wilking           | Honda Civic Type-R       | Michael Ecker                  |                      |
| 140                  | Nico Leschhorn            | Bianca Lustig          | Peugeot 207 R3T          | Nico Leschhorn                 |                      |
| 141                  | Joachim Wagemans          | Diederik Pattyn        | Ford Fiesta R2           | Joachim Wagemans               |                      |
| 142                  | Jordan Berfa              | Philippe Feillou       | Citroën DS3 R1           | Jordan Berfa                   |                      |
| 143                  | Julius Tannert            | Jennifer Thielen       | Citroën DS3 R1           | ADAC Sachsen e.V.              |                      |
| 144                  | Dark Liebehenschel        | Daniela Busch          | Citroën DS3 R1           | Dark Liebehenschel             |                      |
| 145                  | Philipp Knof              | Anna Katharina Stein   | Citroën DS3 R1           | MC Eisenach e.V. im ADAC       |                      |
| 146                  | Volker Kirschbaum         | Stefanie Fritzensmeier | Citroën DS3 R1           | Waiblinger Motorsportclub e.V. |                      |
| 147                  | Michael Wolters           | Heiner Habekost        | Citroën DS3 R1           | Michael Wolters                |                      |
| 148                  | Tina Wiegand              | Benjamin Derda         | Citroën DS3 R1           | ADAC Sachsen e.V.              |                      |
| 149                  | Torben Nebel              | Philipp Musholt        | Citroën DS3 R1           | Torben Nebel                   |                      |
| 150                  | Eve Wallenwein            | Anna Weyand            | Citroën DS3 R1           | ADAC Schleswig-Holstein e.V.   |                      |
| 151                  | David Richter             | Tom Engel              | Citroën DS3 R1           | ADAC Schleswig-Holstein e.V.   |                      |
| 152                  | Thomas Wallenwein         | Susanne Heiler-Kling   | Citroën DS3 R1           | Thomas Wallenwein              |                      |
| 153                  | Josef Wecker              | Stefan Clemens         | Opel Astra GTC CDTI      | Josef Wecker                   |                      |
| 154                  | Heinz-Otto Sagel          | Ekkehard Schmidt       | SEAT Leon TDI            | ADAC Ostwestfalen-Lippe e.V.   |                      |
| 155                  | Nick West                 | Andy Hayes             | Ford Fiesta              | Nick West                      |                      |
| 156                  | Christian Bachle          | Isabelle Brack         | Suzuki Swift Sport       | Christian Bachle               |                      |

## Desarrollo

### Día 1
| 1  | Jari-Matti Latvala   | 2:23.5 |
| 2  | Dani Sordo           | 2:24.2 |
| 3  | Thierry Neuville     | 2:24.3 |
| 4  | Sébastien Ogier      | 2:24.9 |
| 5  | Evgeny Novikov       | 2:25.1 |
| 6  | Mads Ostberg         | 2:25.7 |
| 7  | Mikko Hirvonen       | 2:25.5 |
| 8  | Per-Gunnar Andersson | 2:26.3 |
| 9  | Nasser Al-Attiyah    | 2:27.2 |
| 10 | Michal Kosciuszko    | 2:29.2 |
| 11 | Martin Prokop        | 2:30.0 |
| 12 | Khalid Al Qassimi    | 2:31.4 |

El shakedown de esta carrera no fue calificatorio y solo sirvió para que los pilotos y sus equipos hicieran las pruebas finales para la puesta a punto de los autos. El mejor tiempo fue el del finlandés Jari-Matti Latvala, con un tiempo de 2:23.5, seguido del español Dani Sordo y el belga Thierry Neuville, ambos con una diferencia de tan solo una centésima. El líder del campeonato, el francés Sébastien Ogier, marcó el cuarto mejor tiempo después de cometer un error en un cruce donde siguió de frente.
Tras la ceremonia de salida que se celebró en la ciudad de Colonia, el jueves 22 a las 16:45, se disputaron los dos primeros tramos, ambos nocturnos y nuevos en la prueba. El primero Blankenheim, de veintitrés kilómetros y situado a ochenta de Colonia, transcurría por una zona de campos y bosques que mezclaba zonas rápidas y lentas. El segundo tramo, Sauertal con catorce kilómetros, era más corto y transcurría por la campiña de Eifel cerca de la frontera con Luxemburgo. Los primeros kilómetros de esta especial eran muy rápidos. El paso de los coches fue ensuciando el asfalto por lo que salir en primeras posiciones fue relevante. Esto produjo que los resultados fueran casi iguales al orden de salida. Sébastien Ogier, que había arrancado primero en ambas especiales, marcó el mejor tiempo colocándose líder provisional de la prueba. Latvala, Neuville y Sordo completaron las primeras cuatro posiciones de la general. Uno de los primeros abandonos importantes fue el del ruso Evgeny Novikov que se salió en una curva a cinco kilómetros de la salida y chocó contra unos árboles, según él porque «estaba atacando demasiado fuerte y los neumáticos estaba fríos». En el mismo punto se salió poco después el sueco Per-Gunnar Andersson que a punto estuvo de chocar contra el coche del ruso. En la categoría WRC 2 Robert Kubica marcó el mejor tiempo en ambos tramos y finalizó el día como líder provisional con catorce segundos de ventaja sobre el británico Elfyn Evans, seguido del alemán Sepp Wiegand a 8,3 s de Evans. En el WRC 3 Christian Riedemann lideraba la categoría con una pequeña ventaja de solo dos segundos sobre el francés Quentin Gilbert y en el mundial júnior José Antonio Suárez ocupaba la primera plaza con una renta de diez segundos respecto al sueco Pontus Tidemand tras marcar el mejor tiempo en el primer tramo, mientras que su compatriota Yeray Lemes lo hizo en el segundo y era tercero de la general.

### Día 2

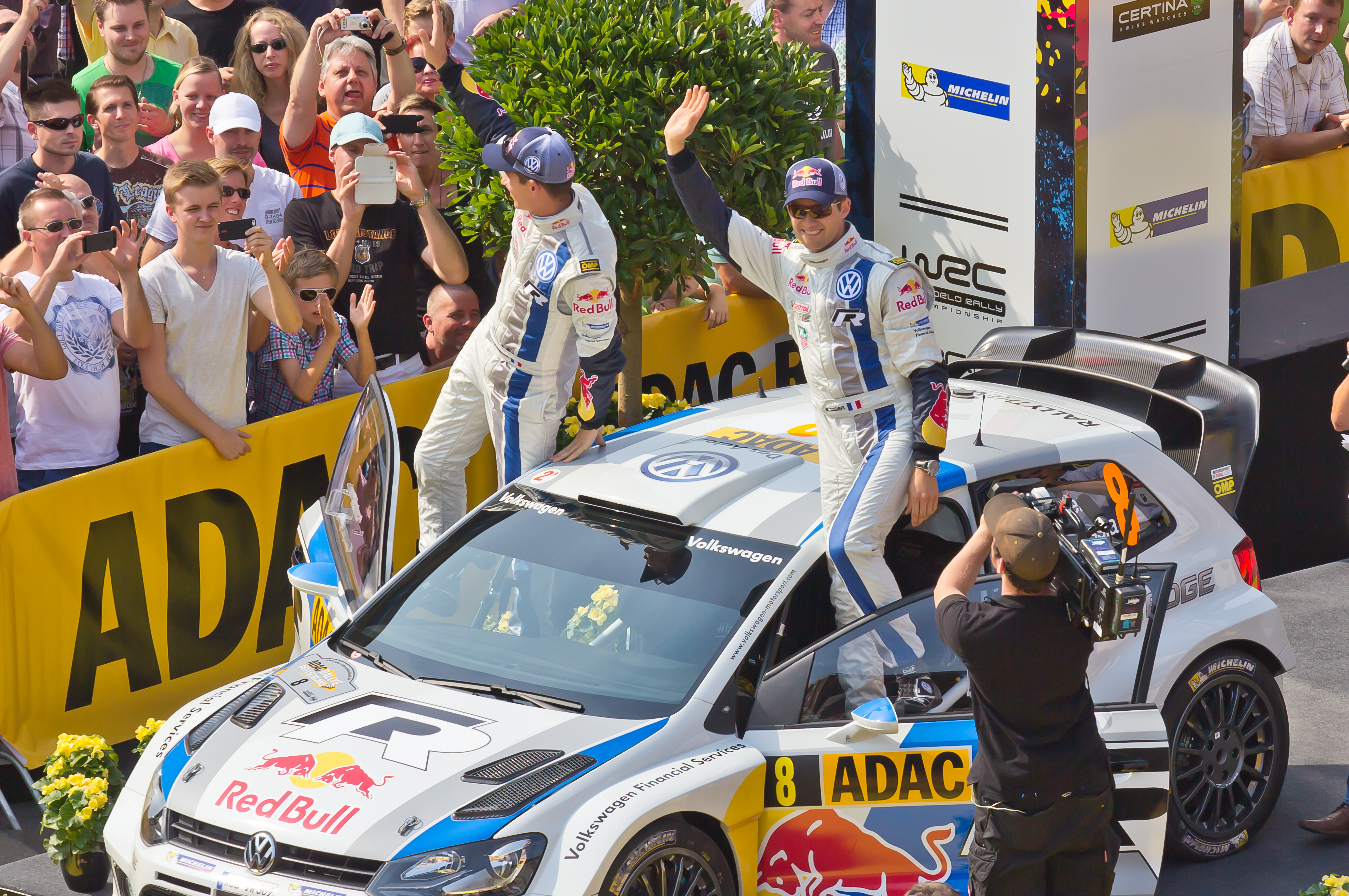
Sébastien Ogier, a pesar de liderar el rally inicialmente sufrió una salida de pista y terminó decimoséptimo aunque sumó tres puntos en el powerstage.

El segundo día de rally contó con un itinerario de seis tramos. El primero de ellos, Mittelmosel 1, que era igual que el año anterior, se caracterizó por las muchas horquillas y curvas cerradas que transitaban por una zona de viñedos. El líder de la prueba, Sébastien Ogier, sufrió un accidente en el kilómetro dieciocho. Se pasó de frenada en una curva, subió por un talud dañando la suspensión delantera y a pesar de que continuó en carrera su ritmo mermó tanto que le hizo perder dos minutos y medio con respecto a su compañero de equipo. En el enlace al siguiente tramo intentó sujetar los elementos de suspensión pero en la especial cronometrada posterior se vio obligado a detenerse con el consiguiente abandono. De esta manera Jari-Matti Latvala se hizo con el liderato de la prueba por delante de Thierry Neuville, que marcó el mejor tiempo en el tramo, y Dani Sordo que en ese momento marchaban tercero y cuarto respectivamente y que ascendieron un puesto automáticamente con el abandono de Ogier. Neuville fue el protagonista durante los tramos de la mañana. Se adjudicó los tres tramos disputados, incluso a pesar de contar con algo de subviraje en su Ford Fiesta RS WRC. Al final de la mañana la lluvia apareció sobre los tramos alemanes de forma inesperada y aunque en general el asfalto estaba seco los pilotos que optaron por montar neumáticos blandos tuvieron algunos problemas, como por ejemplo el checo Martin Prokop. Antes de disputarse los tramos de la tarde, Jari-Matti Latvala era el líder de la prueba con una ventaja de apenas tres segundos sobre Neuville y quince sobre Dani Sordo. En el WRC 2 Kubica mantenía su ventaja sobre Evans, mientras que Chardonnet marcó el mejor tiempo en los tres tramos disputados y se hizo con el primer puesto en el WRC 3. En el mundial júnior Pontus Tidemand ascendía a la primera posición a consecuencia de los problemas que tuvo José Antonio Suárez, que le hicieron perder más de dos minutos. Por la tarde se repitieron los tres tramos de la mañana, que comenzaron con el cuatro scratch para Neuville y redujo de nuevo su desventaja con Latvala, segundo en la especial a pesar de sufrir un golpe en su VW Polo R WRC que le causaron estragos en la llanta trasera derecha y en el parachoques. En esta especial abandonó el polaco Michal Kosciuszko por una lesión en su espalda que había arrastrado durante todo el día y que finalmente le obligó a retirarse. Las condiciones meteorológicas mejoraron con respecto a la mañana y los tramos se fueron secando. En el séptimo tramo, Latvala fue el más rápido y aumentó su ventaja en dos segundos sobre Neuville y en cuatro segundos sobre Sordo que fue tercero. Ambos pilotos declararon haber sufrido subviraje durante la especial. En el octavo y último tramo de la jornada de nuevo Latvala marcó el mejor tiempo por lo que aumentó su ventaja aumentaba hasta los siete segundos. Neuville fue segundo y ocupó la segunda posición de la general al igual que Dani Sordo que conservó la tercera plaza a pesar de haber sufrido un pequeño percance en un cruce. El propio Neuville aseguró que no había marcado el scratch en los dos últimos tramos del viernes para que fuese Latvala el que saliese primero. Respecto a esto el jefe de equipo de Volkswagen, Jost Capito, afirmó que: «la presión sobre Latvala sólo se la puede ejercer él mismo, porque quiere ganar su primer rally del mundial sobre asfalto». Robert Kubica ocupaba la octava plaza de la general y el primer puesto en su categoría, mientras que en el WRC 3 Sébastien Chardonnet lideraba con una ventaja de casi dos minutos sobre Keith Cronin. En el mundial júnior Tidemand continuaba primero mientras que el español Yeray Lemes, que se había hecho con el segundo puesto, cayó a la quinta posición por culpa de una avería en la caja de cambios de su Ford Fiesta R2. De esta manera el suizo Michael Burri se hizo con la segunda posición.

### Día 3

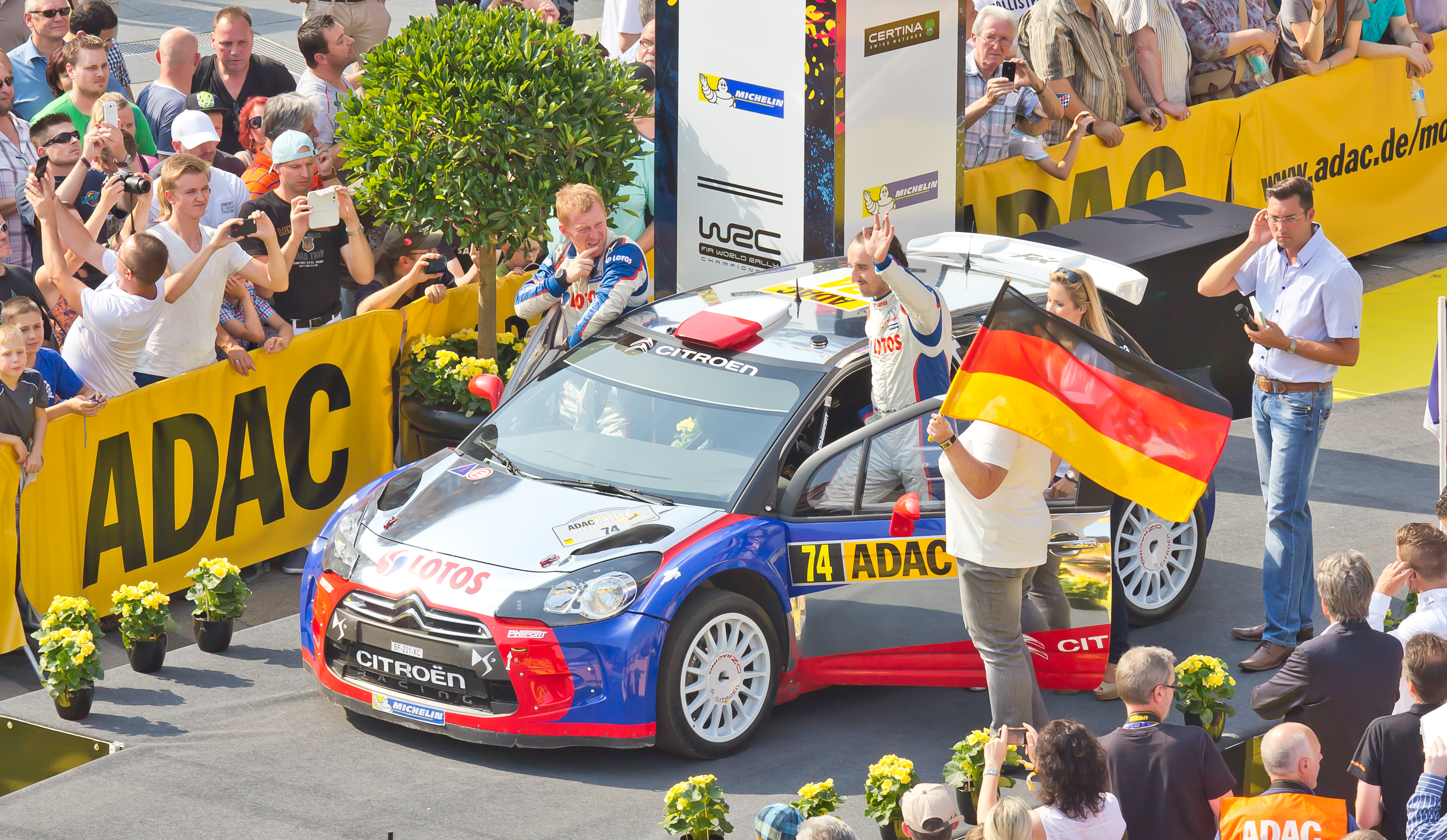
El expiloto de Fórmula 1 Robert Kubica logró en Alemania la tercera victoria del año en la categoría WRC 2.

El tercer día de carrera contó con amenazas de lluvia y de nuevo con seis tramos. Algunos, especialmente el de Panzerplatte de cuarenta y un kilómetros, se encontraban algo embarrados por lo que los primeros vehículos en pasar fueron limpiando la carretera con respecto a los corredores que salían detrás. El primero, Stein & Wein 1, con casi veintisiete kilómetros de distancia, transcurría por una zona de viñedos con varias chicanes incluidas para reducir la velocidad de los coches al pasar por algunos pueblos. Sébastien Ogier, muy lejos de la zona de puntos, marcó el mejor tiempo en esta especial seguido de Dani Sordo que fue el más rápido de los pilotos de cabeza. En el décimo tramo, Dani Sordo marcó su primer scratch de la prueba, mientras que Latvala fue segundo y aumentó en tres segundos su ventaja sobre Neuville. Mikko Hirvonen y Mads Ostberg, que marchaban cuarto y quinto respectivamente en la clasificación general, se salieron en el mismo cruce con la consiguiente pérdida de tiempo. En el último tramo de la mañana y el más largo de toda la prueba, que transcurría por la zona militar de Baumholder con varios cambios de superficie —asfalto, hormigón, adoquines y asfalto roto—, Ogier fue el más rápido y marcó un tiempo de 23:33,8 segundos. Latvala, que golpeó su coche contra uno de los múltiples hinkelsteins —bloques de piedra situados en las cunetas— que poblaban el tramo, terminó tercero y aumentó su ventaja con respecto a Neuville hasta los catorce segundos. Mikko Hirvonen, cuarto de la general, fue quinto y el catarí Nasser Al-Attiyah abandonó en esta especial tras colisionar contra un objeto en una curva que le provocó la rotura de la dirección de su Ford Fiesta RS WRC. En el WRC 2 Kubica perdió el liderato después de haber realizado un trompo, pero luego su rival Evans sufrió una salida de pista por lo que recuperó el primer puesto.
Antes del bucle vespertino la lluvia hizo acto de presencia en los tramos alemanes dejándolos embarrados. Ogier fue el más rápido en el duodécimo tramo, Stein & Wein 2, donde hubo varios incidentes y salidas de pista. Latvala tuvo problemas con su coche durante la especial doce. Su copiloto estuvo sujetando su puerta que se encontraba dañada por el incidente del tramo anterior y a consecuencia de esto cantó tarde una nota y provocó que terminaran saliéndose de la calzada y golpearan la suspensión trasera. Aunque continuaron en carrera, la suspensión terminó por romperse por lo que el piloto finés se vio obligado a abandonar. Neuville golpeó la parte trasera izquierda contra un poste dañando su Ford Fiesta RS WRC y el noruego Mads Ostberg se salió de la trazada en el kilómetro 9,6 dejando su coche atrapado en una cuneta. Dani Sordo, que fue segundo en el tramo, ascendió hasta la segunda plaza de la general a tan solo 1,1 de Neuville, nuevo líder de la prueba. En la segunda pasada por Peterberg, Sordo marcó el mejor tiempo y se hizo con el liderato con tan solo ocho décimas de ventaja sobre Neuville, que sufrió algunos problemas en el escape de su coche. La última especial, Arena Panzerplatter 2, no se disputó porque fue cancelada tras el trágico accidente de un equipo holandés a bordo de un Triumph TR7 V8 histórico que perdieron la vida durante una exhibición no competitiva que se realizaba antes de la segunda pasada. De esta manera Sordó terminó líder de la prueba con el belga Neuville a menos de un segundo de diferencia. En el WRC 3 Kubica seguía al frente, en el WRC 2 Chardonnet hacía lo mismo y en la categoría júnior Pontus Tidemand se llevó la victoria, aumentando su ventaja en la clasificación del campeonato, acompañado en el podio por Michael Burri y Yeray Lemes, segundo y tercero respectivamente.

### Día 4

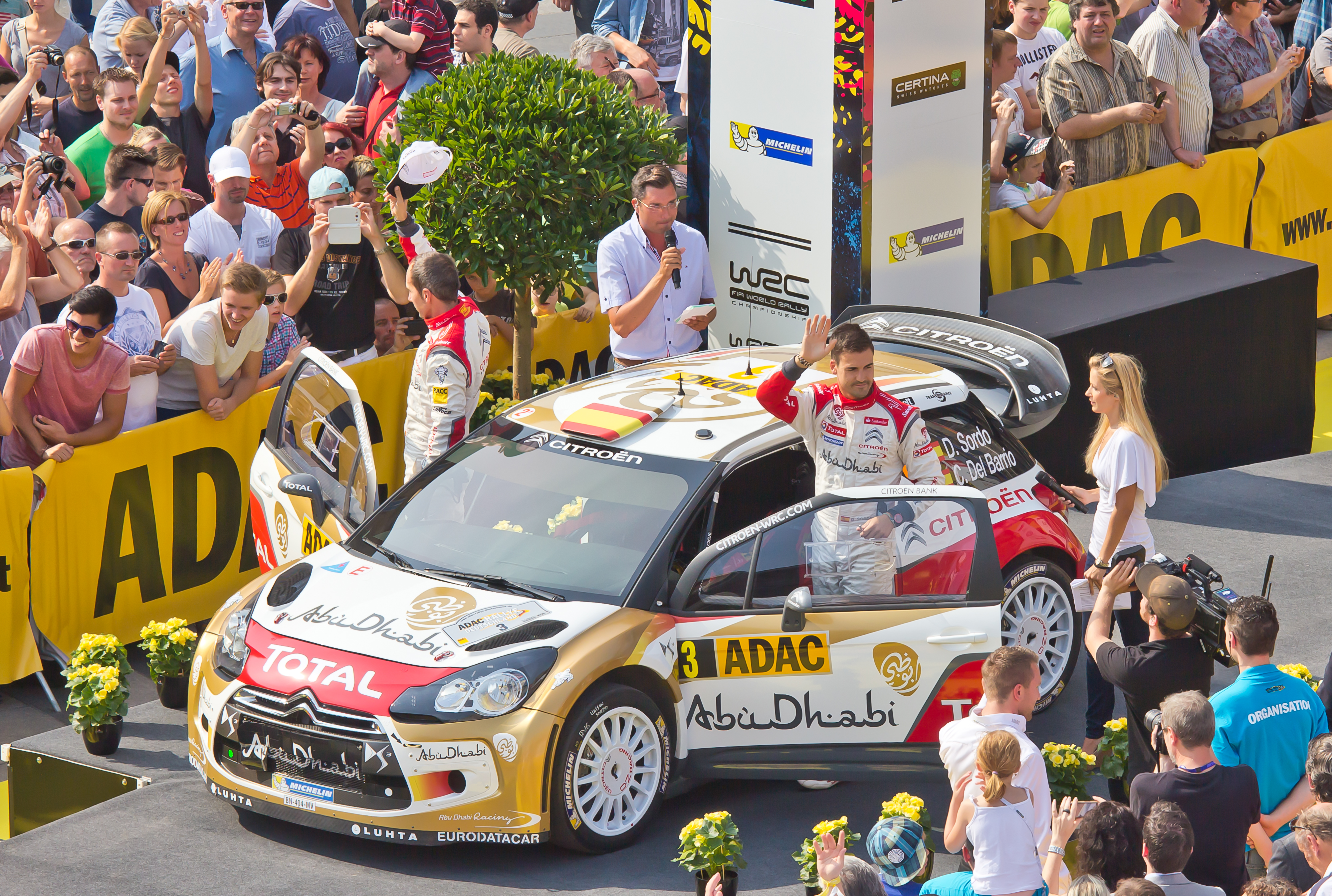
Los españoles Dani Sordo y Carlos del Barrio en el podio durante la ceremonia de salida de la prueba.

En el último día de carrera se disputó en dos ocasiones el tramo Dhrontal de 24,58 km de distancia. En la primera pasada Sordo, a pesar de cometer algunos errores, marcó el mejor tiempo y aumentó su renta con respecto a Neuville en tres segundos. Latvala —que se había reenganchado a la carrera después del abandono del día anterior— fue cuarto, y se colocó en la séptima plaza de la general. En la segunda pasada por Dhrontal se disputó el power stage, donde además de sortearse los puntos extra habituales, se decidió el vencedor de la prueba. El orden de salida para los diez primeros fue el inverso a la clasificación, por lo que a falta de los últimos cinco kilómetros, Sordo y Neuville rodaban en el mismo tiempo. Sin embargo, el belga cometió un error y se salió de la carretera. Terminó el tramo a 53 segundos de Ogier, el más rápido, y permitió que Sordo, segundo por detrás de Ogier, se adjudicara la victoria. En el WRC 2 Kubica se llevó la victoria en su categoría, seguido de Elfyn Evans y del neozelandés Hayden Paddon que le acompañaron en el podio. En el campeonato WRC 3 el francés Chardonnet se adjudicó el triunfo con Keith Cronin segundo y el alemán Christian Riedemann tercero.

## Itinerario y ganadores
| Día              | Tramo | Nombre                       | Distancia                    | Hora  | Ganador            | Tiempo          | Vel. media      | Líder rally        |
| ---------------- | ----- | ---------------------------- | ---------------------------- | ----- | ------------------ | --------------- | --------------- | ------------------ |
| Día 1 jueves 22  | SS1   | Blankenheim                  | 23,54 km                     | 17:53 | Sebastien Ogier    | 12:09.8         | 116,1 km/h      | Sebastien Ogier    |
| Día 1 jueves 22  | SS2   | Sauertal                     | 14,10 km                     | 19:58 | Sebastien Ogier    | 7:23.4          | 114,5 km/h      | Sebastien Ogier    |
| Día 1 jueves 22  |       | Parque de servicio - Trier 1 | Parque de servicio - Trier 1 | 20:38 |                    |                 |                 | Sebastien Ogier    |
| Día 2 viernes 23 |       | Parque de servicio - Trier 2 | Parque de servicio - Trier 2 | 09:30 |                    |                 |                 | Sebastien Ogier    |
| Día 2 viernes 23 | SS3   | Mittelmosel 1                | 22,95 km                     | 10:43 | Thierry Neuville   | 13:33.9         | 101,5 km/h      | Jari-Matti Latvala |
| Día 2 viernes 23 | SS4   | Moselland 1                  | 22,79 km                     | 11:31 | Thierry Neuville   | 14:10.9         | 96,4 km/h       | Jari-Matti Latvala |
| Día 2 viernes 23 | SS5   | Grafschaft 1                 | 19,94 km                     | 12:24 | Thierry Neuville   | 11:44.3         | 101,9 km/h      | Jari-Matti Latvala |
| Día 2 viernes 23 |       | Parque de servicio - Trier 3 | Parque de servicio - Trier 3 | 13:54 |                    |                 |                 | Jari-Matti Latvala |
| Día 2 viernes 23 | SS6   | Mittelmosel 2                | 22,95 km                     | 16:12 | Thierry Neuville   | 13:20.1         | 103,3 km/h      | Jari-Matti Latvala |
| Día 2 viernes 23 | SS7   | Moselland 2                  | 22,79 km                     | 17:00 | Jari-Matti Latvala | 13:57.9         | 97,9 km/h       | Jari-Matti Latvala |
| Día 2 viernes 23 | SS8   | Grafschaft 2                 | 19,94 km                     | 17:53 | Jari-Matti Latvala | 11:33.1         | 103,6 km/h      | Jari-Matti Latvala |
| Día 2 viernes 23 |       | Parque de servicio - Trier 4 | Parque de servicio - Trier 4 | 19:23 |                    |                 |                 | Jari-Matti Latvala |
| Día 3 sábado 24  |       | Parque de servicio - Trier 5 | Parque de servicio - Trier 5 | 07:00 |                    |                 |                 | Jari-Matti Latvala |
| Día 3 sábado 24  | SS9   | Stein & Wein 1               | 26,54 km                     | 08:03 | Sebastien Ogier    | 14:54.9         | 106,8 km/h      | Jari-Matti Latvala |
| Día 3 sábado 24  | SS10  | Peterberg 1                  | 9,23 km                      | 09:06 | Dani Sordo         | 5:08.9          | 107,6 km/h      | Jari-Matti Latvala |
| Día 3 sábado 24  | SS11  | Arena Panzerplatte 1         | 41,08 km                     | 10:29 | Sebastien Ogier    | 23.33.8         | 104,6 km/h      | Jari-Matti Latvala |
| Día 3 sábado 24  |       | Parque de servicio - Trier 6 | Parque de servicio - Trier 6 | 13:14 |                    |                 |                 | Jari-Matti Latvala |
| Día 3 sábado 24  | SS12  | Stein & Wein 2               | 26,54 km                     | 14:25 | Sebastien Ogier    | 15:51.8         | 100,4 km/h      | Thierry Neuville   |
| Día 3 sábado 24  | SS13  | Peterberg 2                  | 9,23 km                      | 15:28 | Dani Sordo         | 5:29.8          | 100,8 km/h      | Dani Sordo         |
| Día 3 sábado 24  | SS14  | Arena Panzerplatte 2         | 41,08 km                     | 16:51 | Etapa cancelada    | Etapa cancelada | Etapa cancelada | Dani Sordo         |
| Día 3 sábado 24  |       | Parque de servicio - Trier 7 | Parque de servicio - Trier 7 | 19:06 |                    |                 |                 | Dani Sordo         |
| Día 4 domingo 25 | SS15  | Dhrontal                     | 24,58 km                     | 09:18 | Dani Sordo         | 15:49.1         | 93,2 km/h       | Dani Sordo         |
| Día 4 domingo 25 | SS16  | Dhrontal (Power Stage)       | 24,58 km                     | 11:36 | Sebastien Ogier    | 15:37.9         | 94,3 km/h       | Dani Sordo         |
| Día 4 domingo 25 |       | Parque de servicio - Trier 8 | Parque de servicio - Trier 8 | 12:46 |                    |                 |                 | Dani Sordo         |
| Fuentes          |       |                              |                              |       |                    |                 |                 |                    |

### Power Stage
El último tramo, Dhrontal, fue la etapa power stage donde se otorgan 3, 2 y 1 punto extra a los tres primeros clasificados del mismo. El más rápido fue Sébastien Ogier, seguido de Dani Sordo a casi cuatro segundos y tercero fue Jari-Matti Latvala a casi doce de su compañero de equipo.
| Pos. | Piloto             | Tiempo  | Difer. | Veloc. media | Puntos |
| ---- | ------------------ | ------- | ------ | ------------ | ------ |
| 1    | Sébastien Ogier    | 15:37.9 | -      | 94,3 km/h    | 3      |
| 2    | Dani Sordo         | 15:41.8 | +3.9   | 94,0 km/h    | 2      |
| 3    | Jari-Matti Latvala | 15:49.5 | +11.6  | 93,2 km/h    | 1      |

## Clasificación final

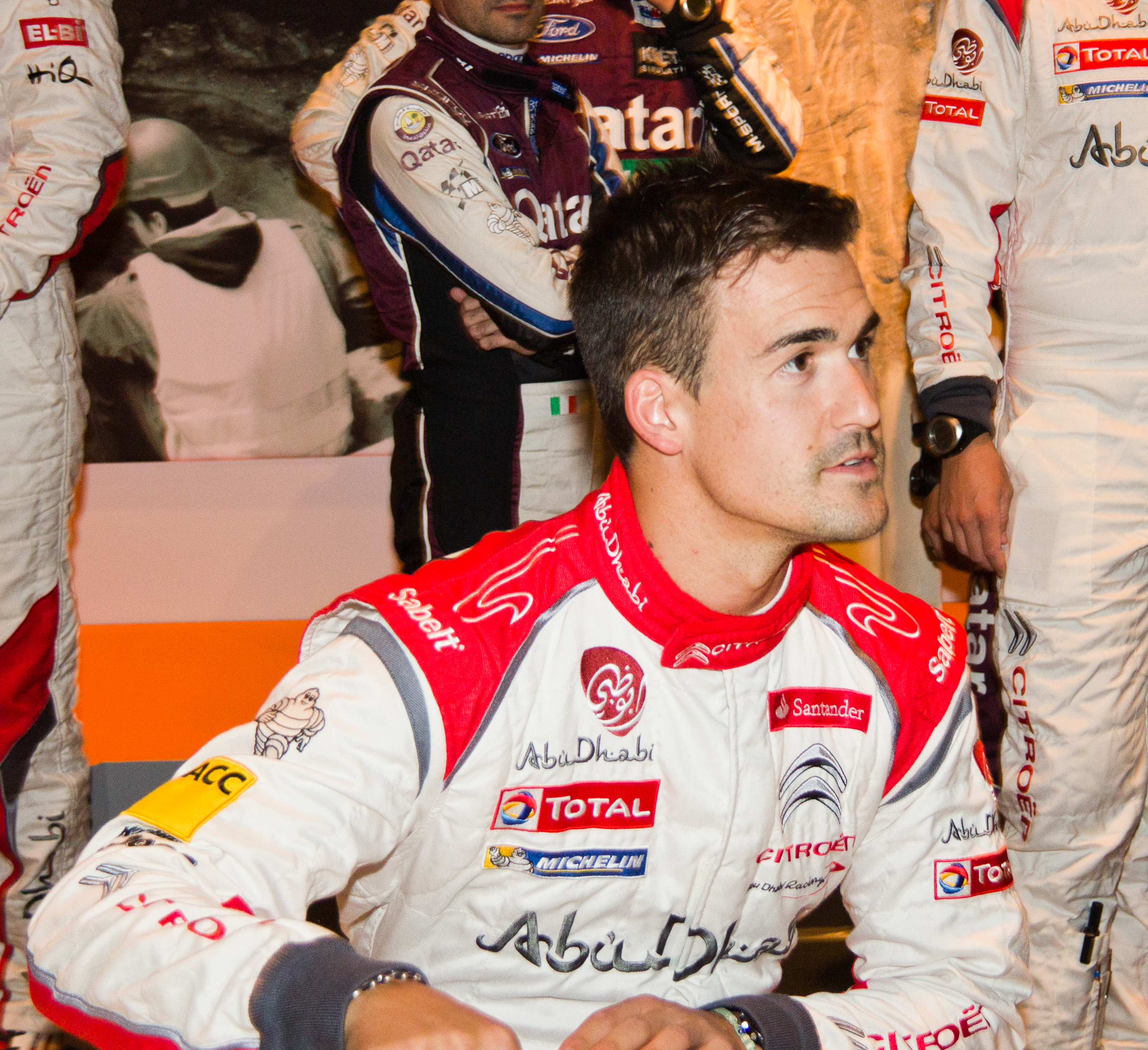
Dani Sordo sumó en Alemania su primera victoria en el mundial y el podio número 35.

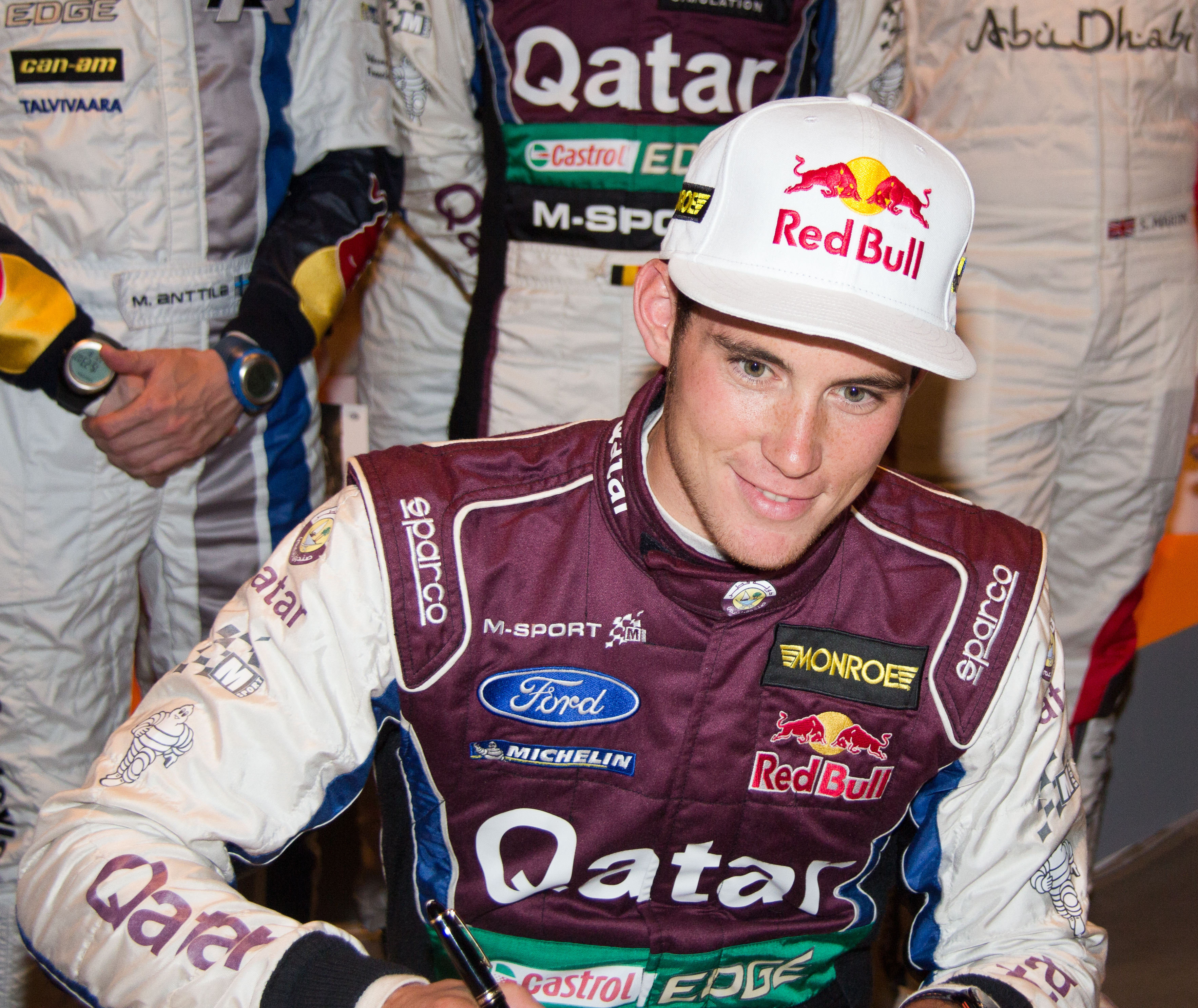
El belga Thierry Neuville logró su quinto podio en el mundial.

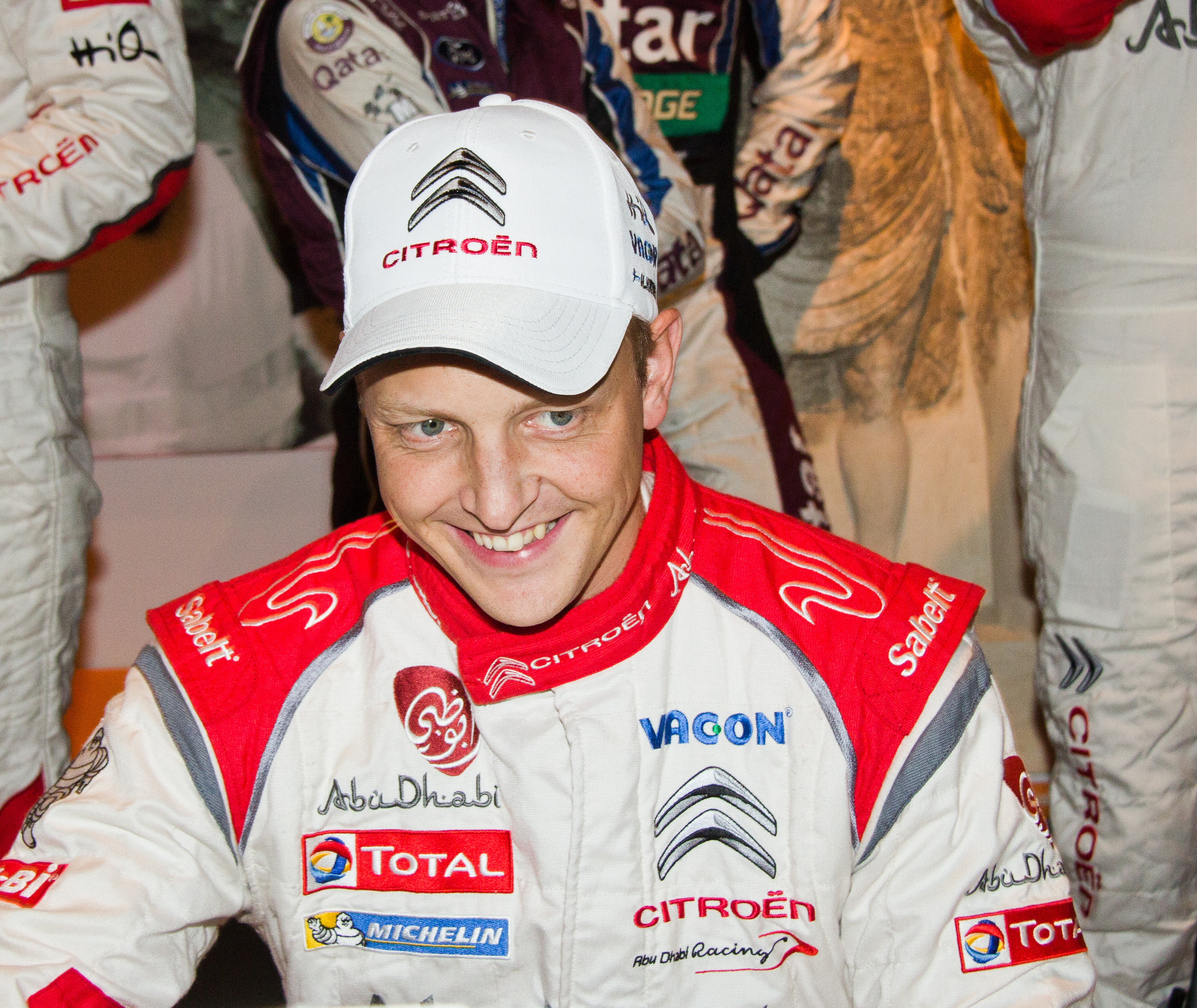
El finés Mikko Hirvonen completó el podio con su tercera plaza y sumó su podio número 64.

| Pos.     | Piloto                    | Copiloto            | Automóvil               | Tiempo    | Diferencia | Vel. media | Puntos |
| WRC      | WRC                       | WRC                 | WRC                     | WRC       | WRC        | WRC        | WRC    |
| -------- | ------------------------- | ------------------- | ----------------------- | --------- | ---------- | ---------- | ------ |
| 1.       | Dani Sordo                | Carlos del Barrio   | Citroën DS3 WRC         | 3:15:19.4 | 0.0        | 101,6 km/h | 25 + 2 |
| 2.       | Thierry Neuville          | Nicolas Gilsoul     | Ford Fiesta RS WRC      | 3:16:12.4 | +53.0      | 101,2 km/h | 18     |
| 3.       | Mikko Hirvonen            | Jarmo Lehtinen      | Citroën DS3 WRC         | 3:17:55.5 | +2:36.1    | 100,3 km/h | 15     |
| 4.       | Martin Prokop             | Michal Ernst        | Ford Fiesta RS WRC      | 3:23:20.2 | +8:00.8    | 97,6 km/h  | 12     |
| 5.       | Robert Kubica             | Maciej Baran        | Citroën DS3 RRC         | 3:24:20.7 | +9:01.3    | 97,1 km/h  | 10     |
| 6.       | Elfyn Evans               | Daniel Barrit       | Ford Fiesta R5          | 3:24:33.6 | +9:14.2    | 97,0 km/h  | 8      |
| 7.       | Jari-Matti Latvala        | Miikka Anttila      | Volkswagen Polo R WRC   | 3:25:14.4 | +9:55.0    | 96,7 km/h  | 6 + 1  |
| 8.       | Hayden Paddon             | Johan Kennard       | Škoda Fabia S2000       | 3:28:20.6 | +13:01.2   | 95,3 km/h  | 4      |
| 9.       | Mads Ostberg              | Jonas Andersson     | Ford Fiesta RS WRC      | 3:28:47.5 | +13:28.1   | 95,1 km/h  | 2      |
| 10.      | Evgeniy Novikov           | Ilka Minor          | Ford Fiesta RS WRC      | 3:30:37.3 | +15:17.9   | 94,2 km/h  | 1      |
| 17.      | Sébastien Ogier           | Julien Ingrassia    | Volkswagen Polo R WRC   | 3:42:07.7 | +26:48.3   | 89,3 km/h  | 3      |
| WRC 2    |                           |                     |                         |           |            |            |        |
| 1. (5.)  | Robert Kubica             | Maciej Baran        | Citroën DS3 RRC         | 3:24:20.7 | 0.0        | 97,0 km/h  | 25     |
| 2. (6.)  | Elfyn Evans               | Daniel Barrit       | Ford Fiesta R5          | 3:24:33.6 | +12.9      | 97,0 km/h  | 18     |
| 3. (8.)  | Hayden Paddon             | Johan Kennard       | Škoda Fabia S2000       | 3:28:20.6 | +3:59.9    | 95,3 km/h  | 12     |
| 4. (14.) | Sepp Wiegand              | Frank Christian     | Škoda Fabia S2000       | 3:38:22.1 | +14:01.4   | 90,9 km/h  | 10     |
| 5. (18.) | Karl Kruuda               | Martin Järveoja     | Ford Fiesta R5          | 3:42:43.3 | +18:22.6   | 89,1 km/h  | 8      |
| 6. (19.) | Rashid Al-Ketbi           | Karina Hepperle     | Ford Fiesta R5          | 3:44:11.7 | +19:51.0   | 88,5 km/h  | 6      |
| 7. (32.) | Ricardo Triviño           | Alex Haro           | Subaru Impreza          | 4:08:43.5 | +44:22.8   | 79,8 km/h  | 4      |
| 8. (34.) | Marco Vallario            | Antonio Pascale     | Mitsubishi Lancer Evo X | 4:09:11.6 | +44:50.9   | 79,6 km/h  | 2      |
| 9. (35.) | Carlos García Fessman     | Hugo Magalhães      | Mitsubishi Lancer Evo X | 4:09:31.5 | +45:10.8   | 79,5 km/h  | 1      |
| WRC 3    |                           |                     |                         |           |            |            |        |
| 1. (15.) | Sébastien Chardonnet      | Thibault de la Haye | Citroën DS3 R3T         | 3:39:32.6 | 0.0        | 90,4 km/h  | 25     |
| 2. (16.) | Keith Cronin              | Marshall Clarke     | Citroën DS3 R3T         | 3:41:56.9 | +2:24.3    | 89,4 km/h  | 18     |
| 3. (26.) | Christian Riedemann       | Lara Vanneste       | Citroën DS3 R3T         | 4:02:20.3 | +22:47.7   | 81,9 km/h  | 12     |
| 4. (29.) | Mohamed Al-Mutawaa        | Stephen McAuley     | Citroën DS3 R3T         | 4:04:43.1 | +25:10.5   | 81,1 km/h  | 10     |
| 5. (40.) | Quentin Gilbert           | Isabelle Galmiche   | Citroën DS3 R3T         | 4:20:47.8 | +41:15.2   | 76,1 km/h  | 8      |
| JWRC     |                           |                     |                         |           |            |            |        |
| 1.       | Pontus Tidemand           | Ola Floene          | Ford Fiesta R2          | 3:09:26.8 | 0.0        | 104,8 km/h | 28     |
| 2.       | Michael Burri             | Gabin Moreau        | Ford Fiesta R2          | 3:11:14.3 | +1:47.5    | 103,8 km/h | 18     |
| 3.       | Yeray Lemes               | Rogelio Peñate      | Ford Fiesta R2          | 3:11:38.0 | +2:11.2    | 103,6 km/h | 20     |
| 4.       | Martin Koči               | Petr Starý          | Ford Fiesta R2          | 3:12:24.3 | +2:57.5    | 103,2 km/h | 12     |
| 5.       | José Antonio Suárez       | Cándido Carrera     | Ford Fiesta R2          | 3:13:58.4 | +4:31.6    | 102,3 km/h | 15     |
| 6.       | Sander Pärn               | Ken Järveoja        | Ford Fiesta R2          | 3:16:31.9 | +7:05.1    | 101,0 km/h | 8      |
| 7.       | Murat Bostanci            | Onur Vatansever     | Ford Fiesta R2          | 3:21:25.7 | +11:58.9   | 98,5 km/h  | 6      |
| 8.       | Niko-Pekka Nieminen       | Mikael Korhonen     | Ford Fiesta R2          | 3:21:48.9 | +12:22.1   | 98,3 km/h  | 4      |
| 9.       | Pieter Jan Michiel Cracco | Frederic Miclotte   | Ford Fiesta R2          | 3:27:25.8 | +17:59.0   | 95,7 km/h  |        |
| 10.      | Marius Aasen              | Marlene Engan       | Ford Fiesta R2          | 3:49:03.1 | +39:36.3   | 86,6 km/h  | 1      |

### Estadísticas
- Victoria número uno y podio número treinta y cinco de Daniel Sordo.[2]
- Quinto podio de Thierry Neuville.[2]
- Podio número sesenta y cuatro de Mikko Hirvonen.[2]
- Victoria número noventa y tres de Citroën. Podios números 217 y 218.[2]
- Podio número 322 de Ford.[2]
- Victoria número veintitrés para el Citroën DS3 WRC.[46]

## Clasificación del campeonato
Tras la celebración del Rally de Alemania, la clasificación del campeonato del mundo sufrió algunos cambios. Sébastien Ogier se mantuvo líder del certamen de pilotos, mientras que Thierry Neuville, Dani Sordo y Martin Prokop ascendían una posición a la vez que Jari-Matti Latva, Mikko Hirvonen y Evgeny Novikov perdieron una. En el campeonato de constructores el único movimiento fue el del equipo Catar World Rally Team que se hizo con el tercer puesto, por tan solo un punto, por delante de Catar M-Sport World Rally Team.
| Pos. | Piloto             | Puntos |
| ---- | ------------------ | ------ |
| 1    | Sébastien Ogier    | 184    |
| 2    | Thierry Neuville   | 109    |
| 3    | Jari-Matti Latvala | 98     |
| 4    | Dani Sordo         | 96     |
| 5    | Mikko Hirvonen     | 88     |
| 6    | Sébastien Loeb     | 68     |
| 7    | Mads Ostberg       | 67     |
| 8    | Martin Prokop      | 49     |
| 9    | Evgeny Novikov     | 40     |
| 10   | Nasser Al-Attiyah  | 30     |

| Pos. | Constructor                              | Puntos |
| ---- | ---------------------------------------- | ------ |
| 1    | Volkswagen Motorsport                    | 262    |
| 2    | Citroën Total Abu Dhabi World Rally Team | 236    |
| 3    | Catar World Rally Team                   | 127    |
| 4    | Catar M-Sport World Rally Team           | 126    |
| 5    | Jipocar Czech National Team              | 51     |
| 6    | Abu Dhabi Citroën Total World Rally Team | 37     |
| 7    | Volkswagen Motorsport II                 | 26     |
| 8    | Lotos Team WRC                           | 20     |